# 존 키오
존 키오(John Keogh, 1963년 ~ )는 아일랜드의 배우이다.

## 출연 작품
- 유령 작가 - 보호 담당관 2 역
- 정상회담 살인사건